# MERGE (SQL)
MERGEステートメントは、条件に応じてUPDATEまたはINSERTを実行する。UPDATEとINSERTを組み合わせた操作を行うことから、UPSERTという別名を持つ。

## 標準の構文
SQL:2003において標準SQLに導入された構文を以下に示す。
```
 
MERGE
 
INTO
 
主表
 
USING
 
副表
 
ON
 
(
条件
)

   
WHEN
 
MATCHED
 
THEN

     
UPDATE
 
SET
 
列
1
 
=
 
値
1
 
[,
 
列
2
 
=
 
値
2
 
...]

   
WHEN
 
NOT
 
MATCHED
 
THEN

     
INSERT
 
(
列
1
 
[,
 
列
2
 
...])
 
VALUES
 
(
値
1
 
[,
 
値
2
 
...])

```

以下のデータベースなどでサポートされている。
- Oracle Database[1]
- DB2[2]
- Microsoft SQL Server[3]
- Firebird[4]
- PostgreSQL[5]

## 非標準の構文
データベース製品の中には、標準とは異なる構文で同様の機能を提供しているものもある。
- MySQLはINSERT ... ON DUPLICATE KEY UPDATEおよびREPLACE構文を採用している[6][7]。
- PostgreSQLはINSERT ... ON CONFLICT構文を採用している[8]。
- SQLiteはINSERT OR REPLACE INTOおよびREPLACE構文を採用している[9]。